# Pyrrhura hoffmanni
Pyrrhura hoffmanni е вид птица от семейство Папагалови (Psittacidae).

## Разпространение
Видът е разпространен в Коста Рика и Панама.